# ميرسي إيغبي
ميرسي إيغبي (بالإنجليزية: Mercy Aigbe)‏ (مواليد 1 يناير 1978)، هي مُمثلة ومُخرجة وسيدة أعمال نيجيرية. شاركت المُمثلة في العديد من الأفلام باللغة اليوروبية.

## روابط خارجية
ميرسي إيغبي على موقع IMDb (الإنجليزية)